# Allois Gende
Allois Gende, auch Alois Gende (* 12. März 1952 in Utokota, Südwestafrika), ist ein namibischer Politiker des Popular Democratic Movement (PDM; ehemals DTA).
Gende besuchte die Grund- und Sekundarschule in seinem Heimatland. Er war von 1974 bis 1989 aktives Mitglied der South African Defence Force (SADF) und setzte sich zu dieser Zeit besonders für seine Heimatregion Kavango ein. 1989 wurde Gende Mitglied der Verfassunggebenden Versammlung Namibias und anschließend war er von 1990 bis zum Jahr 2000 Abgeordneter der Nationalversammlung. Gende war Generalsekretär der DTA.
Gende war zuletzt Parteimitglied der All People’s Party (APP) und schloss sich im Jahr 2019 der SWAPO an.

## Publikationen
- The experience in Namibia: fears, perceptions and expectations regarding regional security. In: ISSUP Bulletin, University of Pretoria/Institute for Strategic Studies, Nr. 2, 1992, S. 1–8.